# 小野賢三郎
小野 賢三郎（おの けんざぶろう、1889年（明治22年）6月2日 - 1964年（昭和39年）7月1日）は、大日本帝国陸軍軍人。最終階級は陸軍少将。

## 経歴
1889年（明治22年）に宮城県で生まれた。陸軍士官学校第22期、陸軍大学校第35期卒業。1934年（昭和9年）8月1日に陸軍歩兵大佐進級と同時に松本連隊区司令官に着任した。1935年（昭和10年）12月に歩兵第5連隊長に転じ、1936年（昭和11年）8月に第2師団司令部附となり、東北帝国大学に配属された。
1938年（昭和13年）3月1日に陸軍少将に進級し、新規編制された歩兵第133旅団長（北支那方面軍・第110師団）に就任して日中戦争に出動。京漢線石門地区の警備に任じつつ、冀西、晋察冀辺区などでの作戦に出撃した。1939年（昭和14年）8月1日に留守第2師団司令部附となり、8月30日に待命、9月3日に予備役に編入された。1941年（昭和16年）12月1日に召集され留守第2師団兵務部長に就任し、1943年（昭和18年）6月に第43師団兵務部長に転じた。1945年（昭和20年）3月31日に仙台師管区兵務部長に就任した。
1947年（昭和22年）11月28日、公職追放仮指定を受けた。

## 栄典
勲章等
- 1940年（昭和15年）8月15日 - 紀元二千六百年祝典記念章[5]